# Družboslovje
Družboslovje (tudi družboslovne vede) razlaga pojave zgodovinsko-družbenega življenja človeka (država, pravo, gospodarstvo, jezik, religija, umetnost ipd.). Družboslovje je pogosto omenjano kot nasprotje naravoslovja.
Med družboslovne vede pa sodijo predvsem:
- antropologija
- geografija
- jezikoslovje
- literarna veda
- pedagogika
- politične vede
- sociologija
- umetnostna zgodovina
- zgodovina